# 中国国家铁道试验中心（东郊分院）
39°59′21.51″N 116°31′32.87″E / 39.9893083°N 116.5257972°E
中国国家铁道试验中心（东郊分院），前称中国铁道科学研究院环行铁道试验基地，通常简称北京环行铁路、环铁，是一个位于中国北京市朝阳区东北五环附近的大型铁路综合试验基地，也是目前中国以及亚洲唯一的环行铁路试验场。建成于1958年，设有全长38公里的铁路及科研实验室，基地总占地64公顷，由中国铁道科学研究院集团有限公司管理。其主要用途是对铁路车辆、城市轨道交通车辆、基建设施、通讯信号、电气化技术等多方面进行全面测试。所有新型铁路车辆在出厂后均需要经双沙铁路北京朝阳站（原星火站）中国铁道科学研究院东郊分院专用线進入试验基地进行性能及安全鉴定。
试验中心内的线路包括外环线、内环线、站场线、三角线、联络线、入环线等，其中最大的外环线全长9公里，半径为1,852米，全线曲线半径为1,432米。内环线全长约8.5公里，由一段直线和三段曲线半径为350、600、1,000米的曲线组成。所有环行线均为电气化。
试验中心附近为中国铁道博物馆东郊展馆，环行线内侧东部为北京朝阳动车运用所。另外，由于试验基地和著名的798艺术区距离最近，而且一些艺术家认为798已经過度商業化，所以他们逐渐在包围140多公顷土地的环形铁路区域内，在废弃的铁路仓库建立属于他们生活和创作的基地，慢慢形成一个特色的“环铁艺术区”，而当中的土地也有可能逐步被开发。

## 历史
- 1956年：中华人民共和国成立后，急于建设及修复受战乱破坏的铁路，而且宝成铁路将计划进行电气化工程，但缺乏一个可进行电气化铁路等铁路技术试验的地方。经时任铁道部部长滕代远批准，1956年10月环行铁道动工建设，1957年11月第一期工程完工。
- 1958年1月15日：环行铁道正式通车。
- 1959年5月16日：环行铁道完成电气化工程，中国第一台电力机车——6Y1型在此进行试验。
- 1959年：时任中国科学院院長郭沫若视察了试验基地。
- 1983年11月25日：进行首次万吨重载货物列车试验[5]，由韶山1型和韶山3型電力機車牵引。
- 1990年4月30日：时任机械电子工业部部长邹家华、铁道部部长李森茂在试验基地视察25A型空调客车
- 1991年12月20日：环行线进行160km/h级别准高速改造完成。
- 1993年3月17日：東風11型柴油機車在环行线进行首次试验，最高速度达到167km/h。
- 1994年4月11日：東風11型柴油機車在環行鐵道的最高實驗速度達到了183km/h，創下當時的「中國鐵路第一速」。
- 1997年1月：韶山8型电力机车在试验基地达到212.6km/h的最高速度，刷新了中国铁路机车速度记录。
- 2003年12月3日：货物列车提速120km/h的试验开始进行。
- 2006年5月12日：和谐号CRH2型电力动车组开始进行试验。
- 2007年12月17日：铁道试验基地的线路大修改造工程完成，线路质量达到国家一级干线标准，可容许动车组进行高速试验。[6]

## 图集

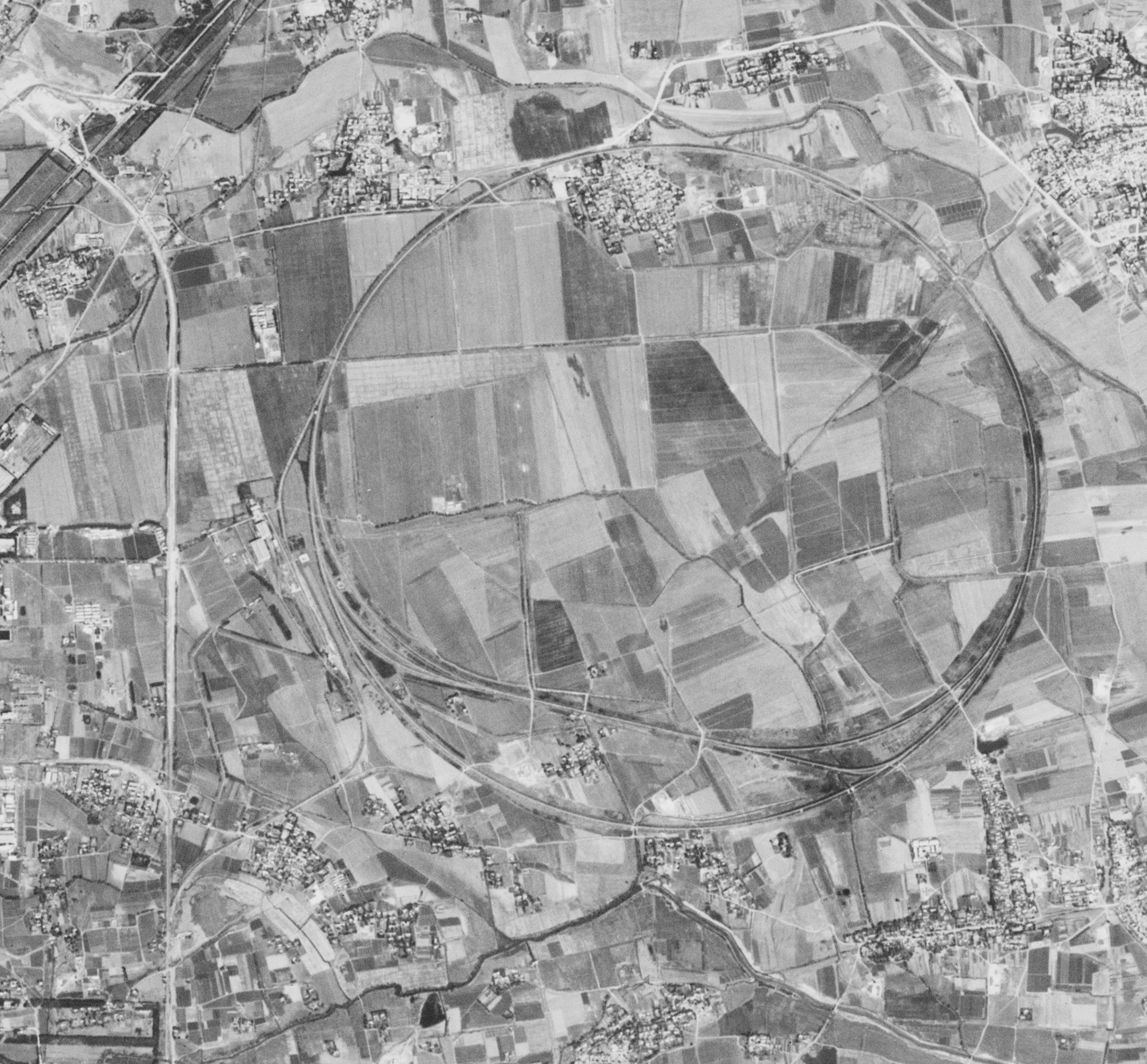
环形铁路的卫星图像（1967年9月20日）
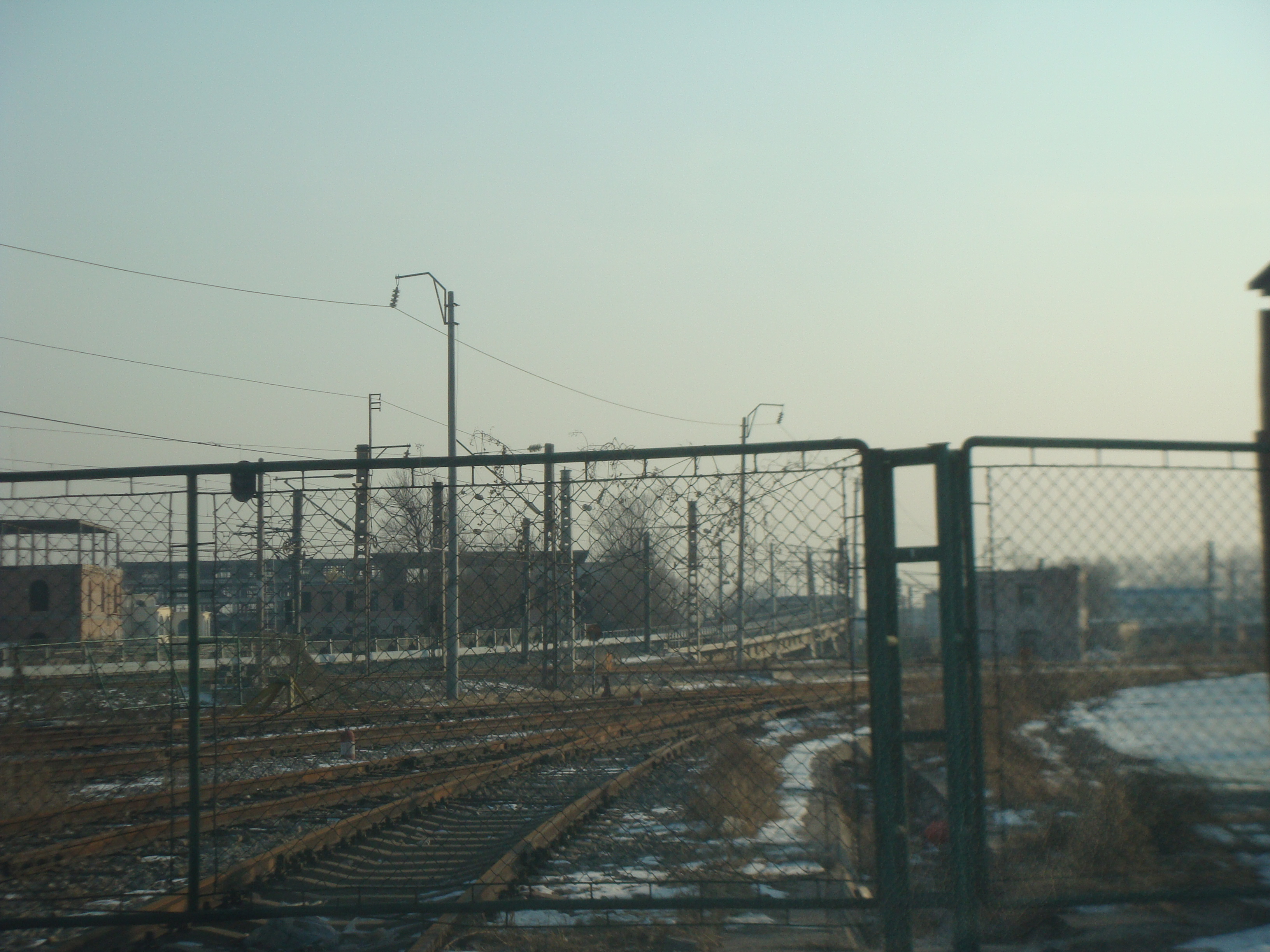
远处高架即为环形铁道试验线
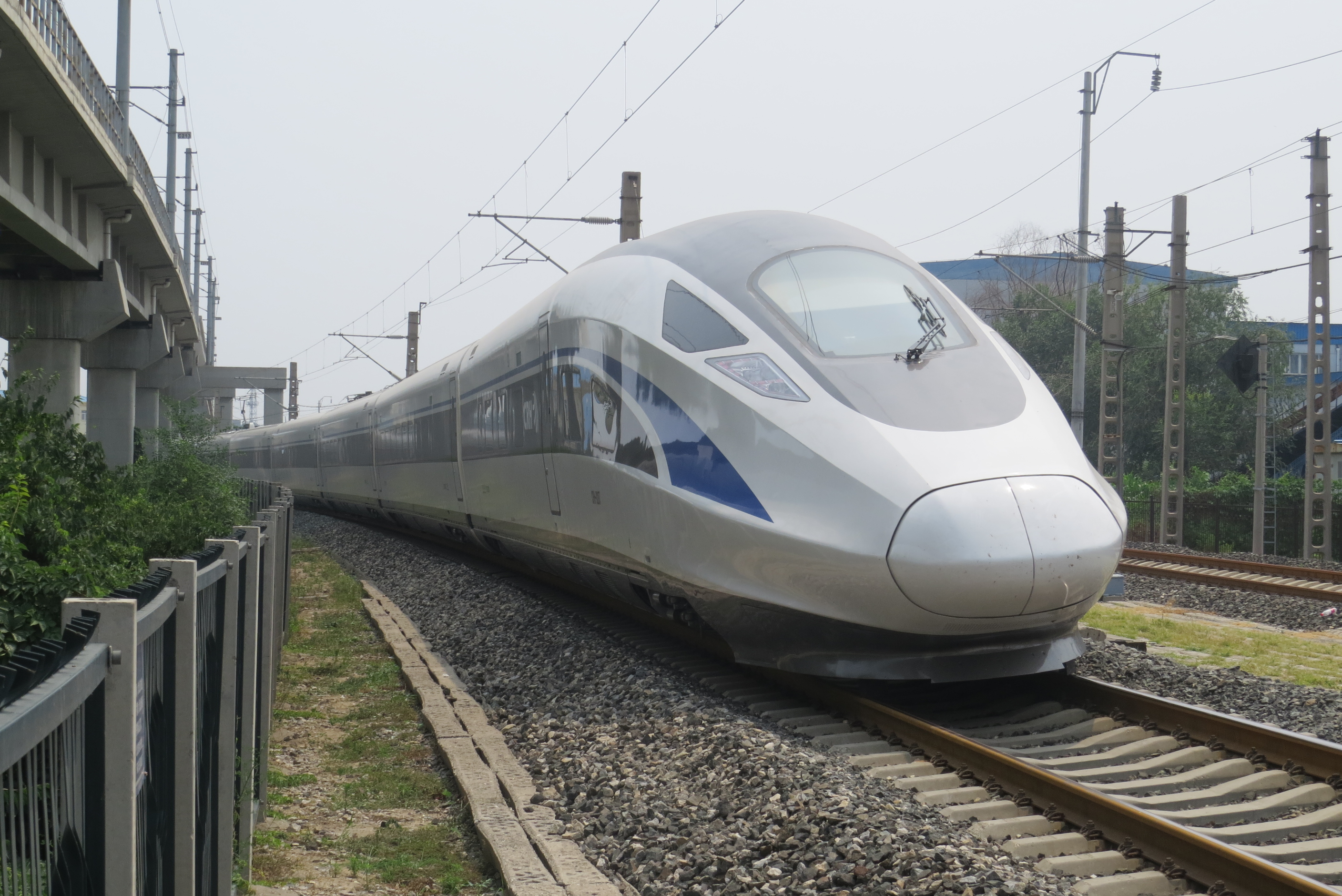
在环铁试车的南车四方制中国标准动车组（CRH-0207）
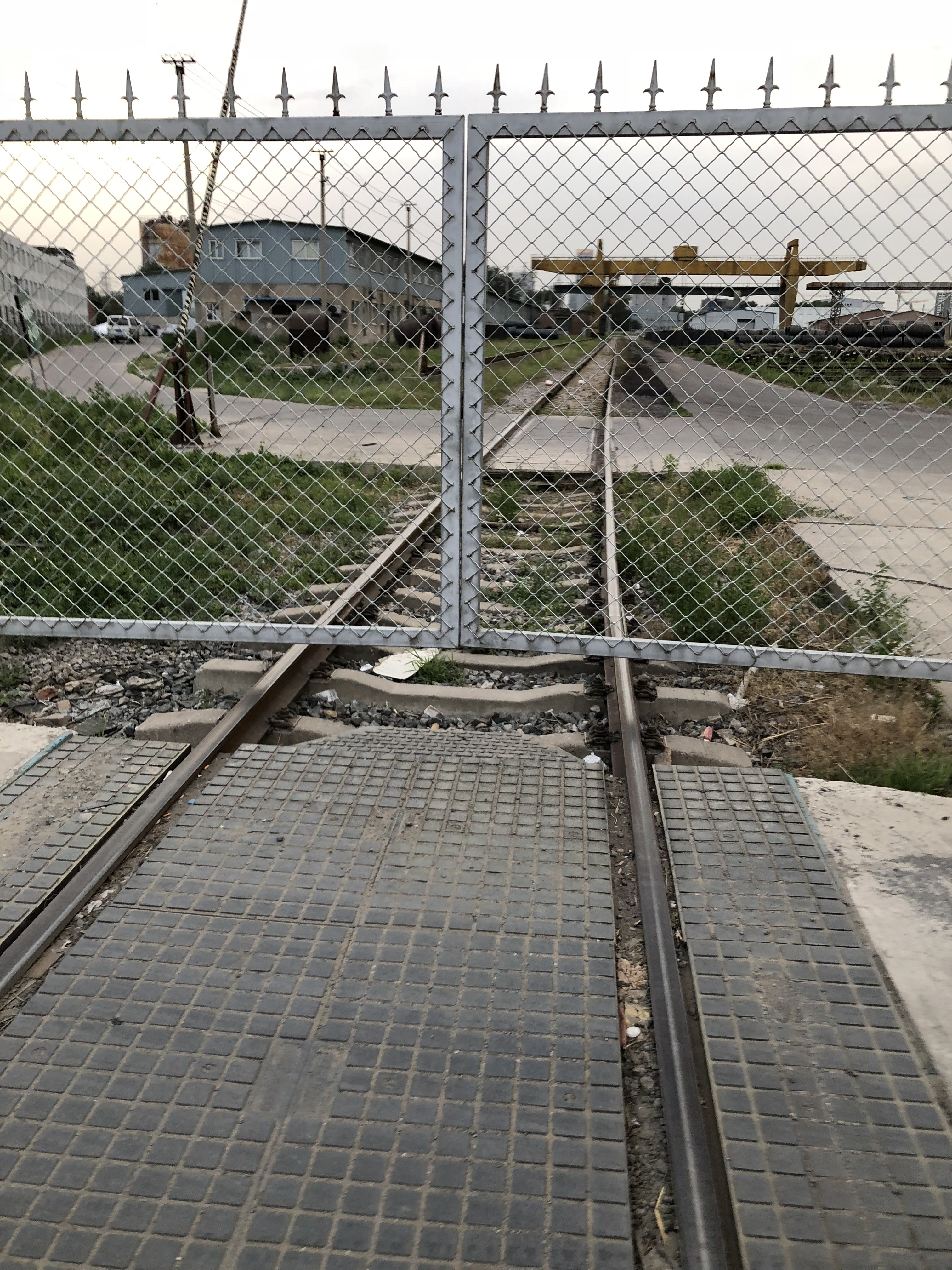
环铁试验场外的铁门
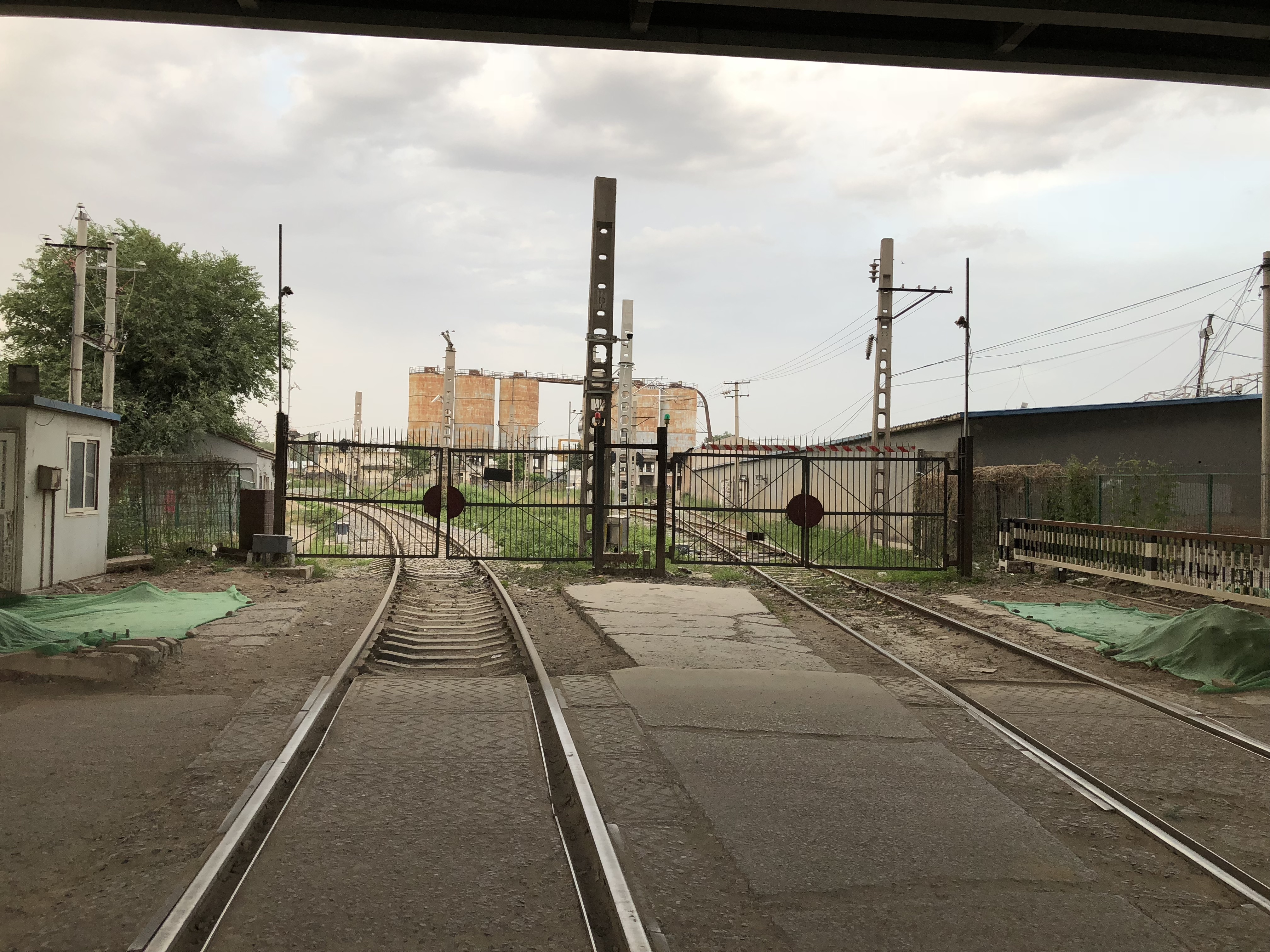
环铁试验场外的铁门